# Atheliachaete
Atheliachaete is een geslacht van schimmels behorend tot de familie Phanerochaetaceae.

## Soorten
Volgens Index Fungorum telt het geslacht twee soorten (peildatum april 2023):
| Soortnaam                | Auteur(s)                                        | Publicatiejaar |
| ------------------------ | ------------------------------------------------ | -------------- |
| Atheliachaete galactites | (Bourdot & Galzin) Ţura, Zmitr., Wasser & Spirin | 2011           |
| Atheliachaete sanguinea  | (Fr.) Spirin & Zmitr.                            | 2011           |